# Pallone da spiaggia

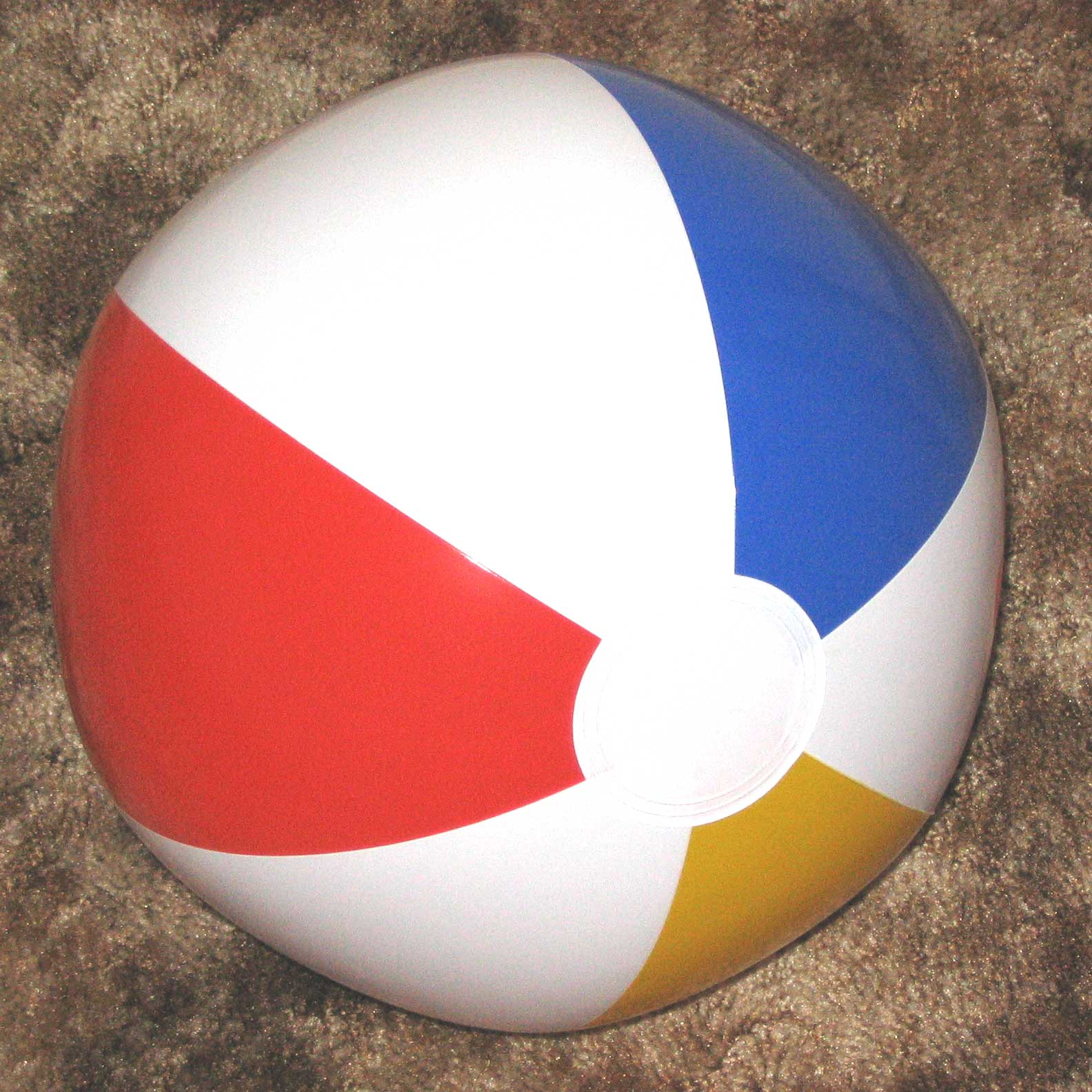
Un pallone da spiaggia

Un pallone da spiaggia è un pallone gonfiabile per i giochi da spiaggia e per quelli acquatici. Date le grandi dimensioni e la leggerezza, è facile da lanciare e una volta lanciato il movimento è lento e in generale può essere afferrato con entrambe le mani.
Sono diventati popolari grazie ai film degli anni Sessanta ambientati in spiaggia con Annette Funicello e Frankie Avalon, come Vacanze sulla spiaggia, Muscle Beach Party, Beach Blanket Bingo e How to Stuff a Wild Bikini.

## Descrizione
I palloni da spiaggia possono essere grandi quanto una mano e possono arrivare a un diametro di 0,91 m o più. Solitamente sono composti da diverse parti di plastica morbida e due parti circolari alle estremità: una con una valvola per il gonfiaggio a fiato o tramite pompa. Normalmente sono divisi in parti verticali colorate alternate con linee bianche. Esistono anche molte altre fantasie: i palloni possono essere infatti di un unico colore o decorati con pubblicità o slogan, mappamondi o emoji.
Alcuni produttori affermano che il "diametro" di un pallone da spiaggia corrisponde a quello di un pallone sgonfio (circa metà della circonferenza); sostengono inoltre di rendere le parti della stessa lunghezza prima di rimuoverne la parte finale per unirle a formare il pallone. Pertanto il vero diametro potrebbe essere di circa {\displaystyle {\frac {2}{\pi }}} (≈ 0.6366…) del valore "⌀".
Inoltre i palloni da spiaggia possono essere di diverse dimensioni, dalla più piccola alla più grande. Alcuni possono avere un diametro di 1,5 o di 2,7 m.
Il pallone da spiaggia più grande del mondo è stato fabbricato a Londra il 30 maggio 2017 ed è stato trasportato sul fiume Tamigi a bordo di una chiatta. Prodotto dalla Paramount Pictures per sponsorizzare il film del 2017 Baywatch di cui portava l'omonima scritta, aveva un diametro di 20 metri. Questo record è stato registrato nel Guinness dei primati e i membri del cast hanno ricevuto gli omonimi certificati.

## Utilizzo

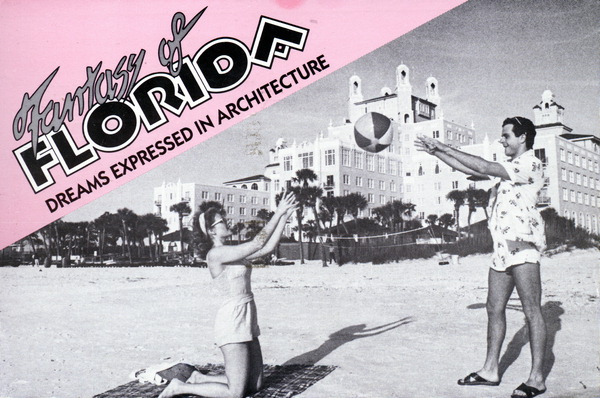
Una coppia gioca con un pallone da spiaggia in una cartolina della Florida del 1985.

Tra gli sport che si possono praticare con un pallone da spiaggia ci sono la pallanuoto e la pallavolo. Questi palloni non sono solo più economici di quelli usati negli sport professionistici, ma sono anche meno resistenti, visto il loro materiale, ovvero la plastica morbida. I palloni da spiaggia giganti possono essere lanciati in mezzo agli spettatori durante eventi sportivi, concerti e festival e vengono anche usati dai laureati per fare degli scherzi alla folla, a cui vengono lanciato addosso nel corso della cerimonia. Vengono usati per lo stesso scopo anche durante le partite di cricket, baseball e football, ma spesso vengono confiscati e bucati dagli addetti alla sicurezza, che talvolta ne esaminano anche il contenuto, alla ricerca di oggetti illegali (come i narcotici) che potrebbero essere trasportati al loro interno o per evitare che finiscano nel campo, dove potrebbero essere causa di disturbo o distrazione per i giocatori. Un episodio del genere accadde nel 1999, durante una partita di baseball tra i Cleveland Indians e i Los Angeles Angels, in cui l'arrivo di un pallone da spiaggia in campo fu motivo di sconfitta per gli Angels.
La loro leggerezza e stabilità li rende ideali per gli ormai iconici numeri delle foche addestrate, che li tengono in equilibrio sul naso. I palloni da spiaggia possono anche fungere da arredi scenici adatti per la fotografia in costume da bagno e per pubblicizzare o rappresentare degli eventi o delle location a tema.